# Discografia de Ravena
Ravena foi um girl group brasileiro de música pop, formado na primeira temporada do reality show X Factor. o grupo era formado por Jack Oliveira, Júlia Rezende e Lais Bianchessi. A formação original incluía Lara Dominic, que anunciou sua saída oficialmente em janeiro de 2017. Elas assinaram um contrato conjunto com a Midas Music, que pertence a Rick Bonadio, que foi um dos mentores da edição.
Em 29 de Agosto de 2017 o grupo  lançou o EP “Maravilhosa”, o primeiro da carreira, produzido por Rick Bonadio. “É Assim Que Se Faz” e Maravilhosa foram lançados como singles do EP.

## Álbuns

### Extended plays(EPs)
| EP          | Detalhes                                                                                 |
| ----------- | ---------------------------------------------------------------------------------------- |
| Maravilhosa | - Lançamento: 29 de agosto de 2017 - Formatos: download digital - Gravadora: Midas Music |

## Singles
| Título               | Ano  | Álbum                         |
| -------------------- | ---- | ----------------------------- |
| "É Assim Que Se Faz" | 2017 | Maravilhosa                   |
| "Maravilhosa"        | 2017 | Maravilhosa                   |
| "Pagar o Preço"      | 2018 | Não adicionado à nenhum álbum |

## Vídeos musicais
| Título               | Ano  | Diretor     |
| -------------------- | ---- | ----------- |
| "É Assim Que Se Faz" | 2017 | Mess Santos |
| "Maravilhosa"        | 2017 | Mess Santos |